# Jaleen Smith
Jaleen Smith (* 24. November 1994 in Freeport, Texas) ist ein US-amerikanischer Basketballspieler, der seit 2022 zudem über die kroatische Staatsbürgerschaft verfügt.

## Laufbahn
Smith besuchte die Brazosport High School in seinem Heimatort Freeport und spielte dort bereits Basketball. Im Anschluss spielte er vier Jahre für die Hochschulmannschaft der University of New Hampshire. In seinen beiden letzten Jahren wurde er ins All-Conference Second Team der America East Conference gewählt. Er beendete seine College-Karriere auf dem fünften Platz der erzielten Punkte (1.397 Punkte), dem ersten Platz der gespielten Spiele (122) sowie dem fünften Platz der Assist-Liste (364 Assists) seiner Universität. Er wurde der erste Spieler in der Geschichte der Wildcats, dem mehr als 1.000 Punkten, 260 Vorlagen und 600 Rebounds gelangen.
Nach seinem Hochschulabschluss 2017 wechselte er zu den MLP Academics Heidelberg in die zweithöchste deutsche Liga, die ProA. Nach zwei Jahren folgte der Wechsel in die Basketball-Bundesliga zu den MHP Riesen Ludwigsburg, bei denen er einen Ein-Jahres-Vertrag unterschrieb. Mit seinem neuen Verein gewann er direkt in seiner ersten Saison die deutsche Vizemeisterschaft, woraufhin sein Vertrag um ein weiteres Jahr verlängert wurde. Am Ende der Saison 2020/21 wurde er auf Grund seiner starken Leistungen zum Most Valuable Player der Basketball-Bundesliga gewählt. Ende August 2021 gab Alba Berlin die Verpflichtung des US-Amerikaners bekannt. Er wurde mit den Hauptstädtern 2022 deutscher Pokalsieger und deutscher Meister.
Im Sommer 2023 zog es Smith zu Virtus Bologna. Er wechselte im Dezember 2023 zu KK Partizan Belgrad. Bei beiden Mannschaften kam er weniger zur Geltung als zuvor während seiner Zeit in Deutschland. Smith wechselte zur Saison 2024/25 zu Bahçeşehir Koleji SK in die Türkei. Dort erreichte er in der türkischen Liga während der Saison 2024/25 einen Punktemittelwert von 9,8. Türk Telekomspor gab im Juli 2025 seine Verpflichtung bekannt.

### Nationalmannschaft
Im Juli 2022 wurde Smith in das Aufgebot der kroatischen Nationalmannschaft berufen, während zu dem Zeitpunkt sein Einbürgerungsgesuch in dem Land noch nicht abgeschlossen war.